# Ehemalige Flak-Kaserne Bochum-Harpen
Die ehemalige Flak-Kaserne Bochum-Harpen im Harpener Feld in Harpen, Bochum, geht auf die Mitte der 1930er Jahre zurück. Im Zweiten Weltkrieg war sie Standort der Verteidigungen gegen Bombenangriffe. Nach der Besetzung Bochums durch die Alliierten entstanden hier die Brook Barracks, dann umbenannt in Larkhill Barracks, der Britischen Rheinarmee. Untergebracht waren das 3rd Medium Regiment RA in den Jahren 1945 bis 5. März 1947, dann die HQRE 2nd Infantry Division und 2 Field Squadron RE bis Juli 1947, zuletzt dann Advance Party 2nd Battalion (Caithness and Sutherland) Seaforth Highlanders 1947. Die Kaserne wurde schließlich geräumt und an die Stadt Bochum veräußert. Die spätere Nutzung erfolgte für die Zentralwerkstätten des Katastrophenschutzes Nordrhein-Westfalen und für die LE Nord der Freiwilligen Feuerwehr Bochum.